# Arcop

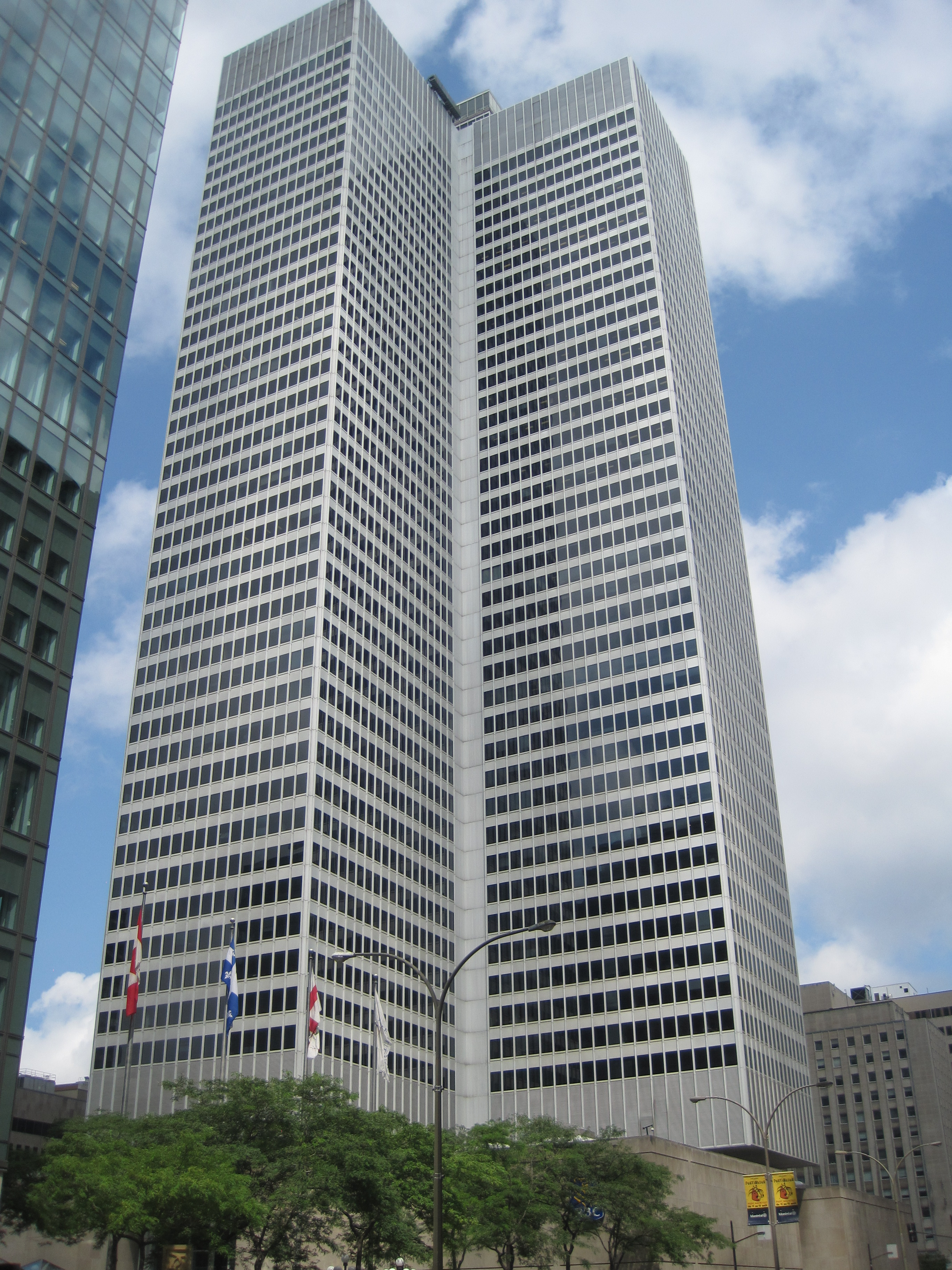
Rascacielos Place Ville-Marie (1958-1964), de Ieoh Ming Pei y Arcop, Montreal

Architects in Co-Partnership, más conocido por el acrónimo Arcop, fue un estudio de arquitectura canadiense, fundado en 1955 por Hazen Sise, Jean Michaud, Raymond Affleck, Guy Desbarats, Fred Levensold y Dimitri Dimakopoulos. Fue responsable de numerosos proyectos de arquitectura en Canadá y diversos países del mundo, en un estilo vinculado al racionalismo. La firma, radicada en Montreal, se disolvió en 1969.

## Trayectoria
Arcop fue fundada en Montreal por Hazen Sise, Jean Michaud, Raymond Affleck, Guy Desbarats, Fred Levensold y Dimitri Dimakopoulos. Su filosofía de trabajo estaba inspirada en el estudio The Architects' Collaborative fundado por Walter Gropius en 1945.
Entre sus obras destacan: el Auditorium Municipal de Vancouver (1955), la sala Wilfrid-Pelletier (1959-1964) y la plaza Bonaventure (1963-1967) en Montreal, el Centro Nacional de las Artes en Ottawa (1964-1969) y el edificio conmemorativo de los Padres de la Confederación (1960-1964) y los edificios del gobierno provincial (1963-1967) en Charlottetown, así como el rascacielos Place Ville-Marie de Montreal (1958-1964), junto a Ieoh Ming Pei.
En 1969, cuando el estudio contaba ya con más de ciento cincuenta miembros, fue disuelto por sus socios principales, los cuales continuaron su carrera en solitario, excepto Affleck y Levensold, que fundaron la firma Arcop Associates.